# Śródmieście, Katowice
Śródmieście [ɕrudˈmjeɕt͡ɕe] ("trung tâm thành phố", tiếng Đức: Innenstadt) là một quận (dzielnica) của thành phố Katowice ở miền nam Ba Lan. Nó có diện tích 3,81 km 2 và năm 2007 có 35.927 cư dân.
Đây là khu vực đô thị hóa nhất của thành phố, quê hương của Quốc hội Silesian, Bảo tàng Silesian và Thư viện Silesian cùng với các công ty quốc tế như ING hoặc Ngân hàng CITI. Ngoài ra còn có một số lãnh sự quán ở trung tâm thành phố.
Kế hoạch tổng thể của Trung tâm Katowice được thiết kế bởi Friedrich Wilhelm Grundman vào nửa sau của thế kỷ 19.

Tăng trưởng thành phố mở rộng đã diễn ra trong cuộc Cách mạng Công nghiệp. Trung tâm có những ví dụ điển hình nhất về Chủ nghĩa hiện đại như Phong cách quốc tế và Bauhaus. Trung tâm Katowice cũng chứa một số lượng đáng kể các tòa nhà Art Nouveau (Secesja) cùng với những người khổng lồ Thời đại Cộng sản như Spodek hoặc Superjednostka. 

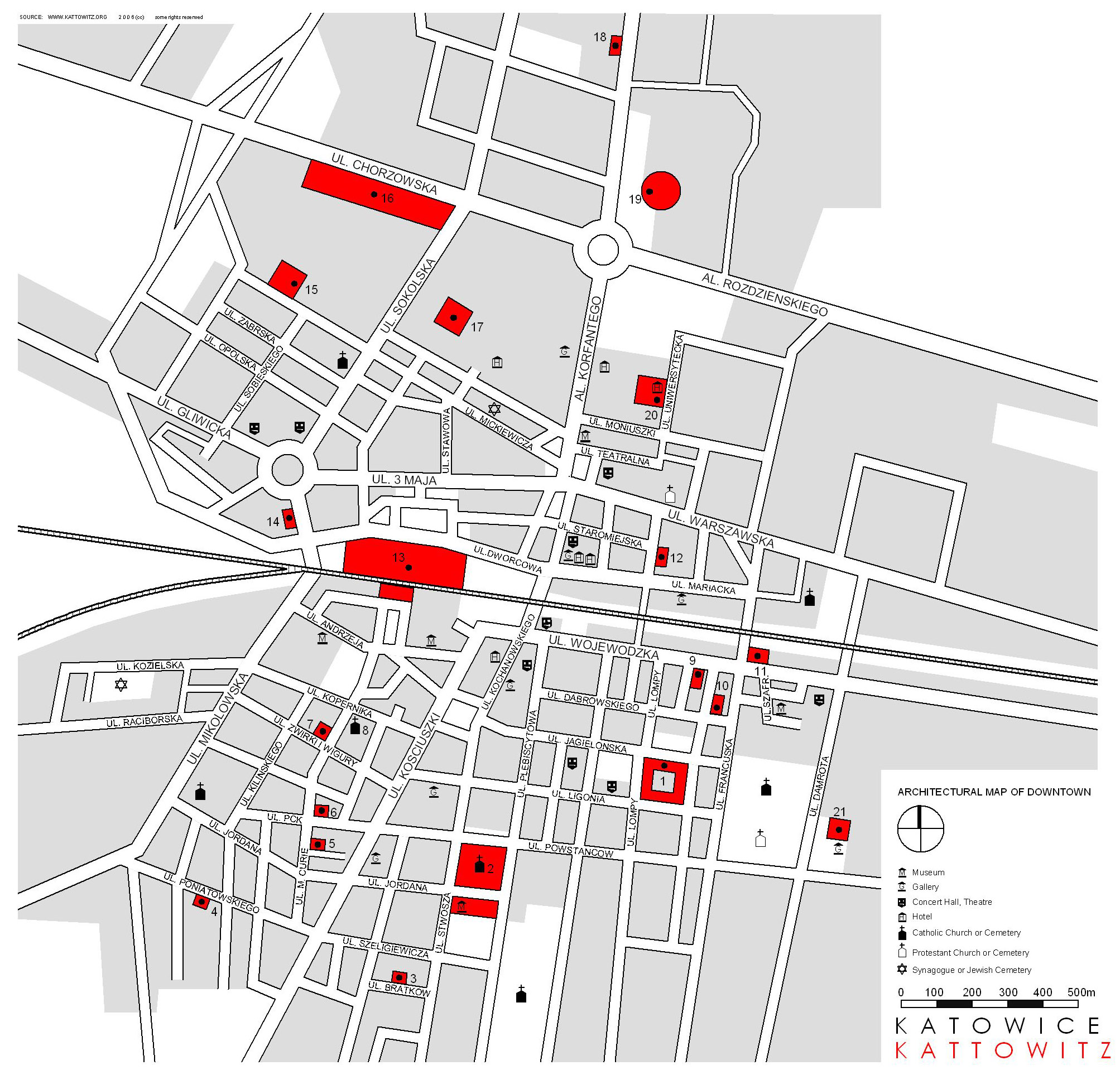
Bản đồ Trung Katowice
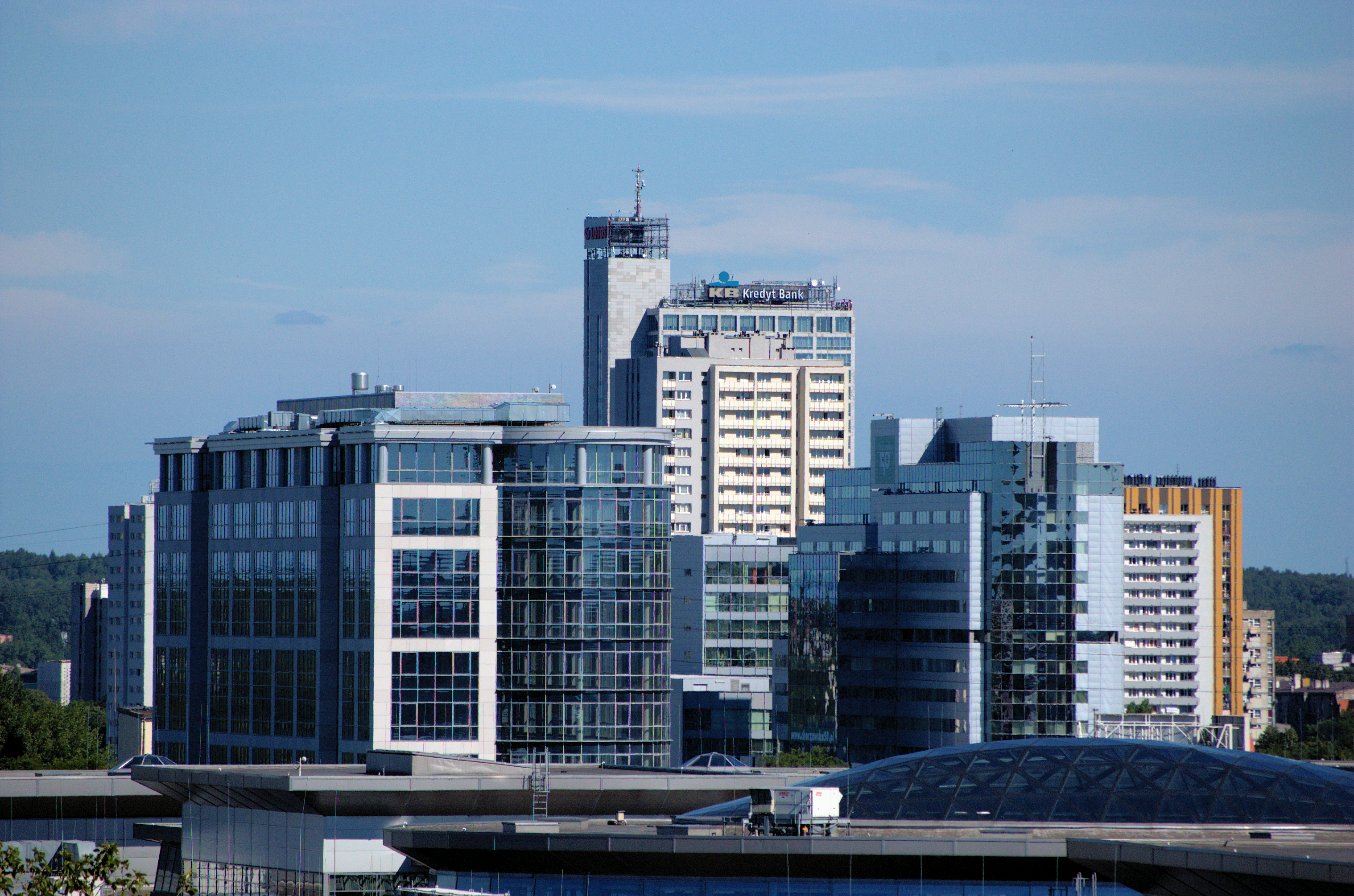
Đường chân trời
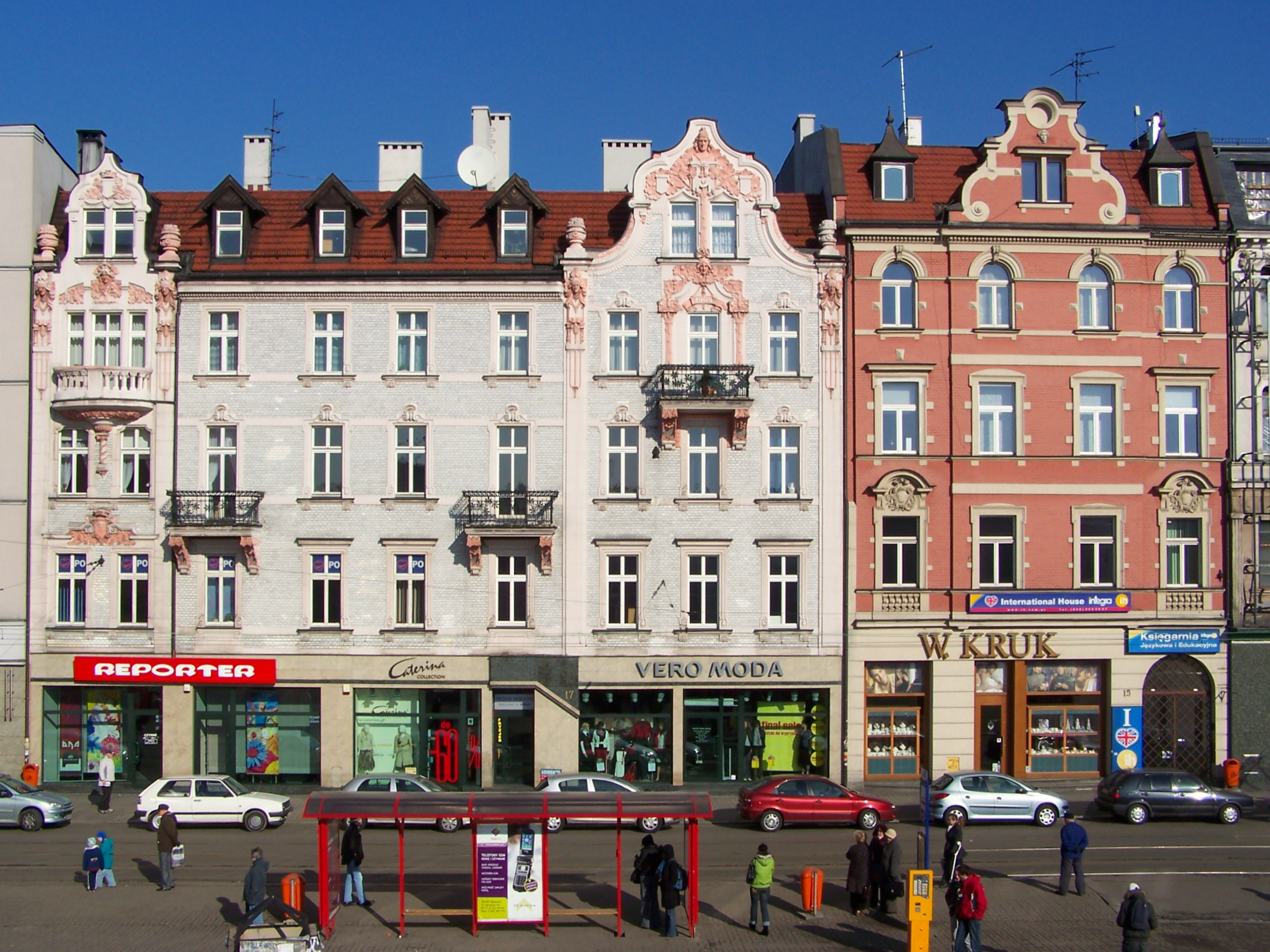
Các tòa nhà thế kỷ 19 ở Trung Katowice